# Emesis orichalceus
Emesis orichalceus is een vlindersoort uit de familie van de prachtvlinders (Riodinidae), onderfamilie Riodininae.
Emesis orichalceus werd in 1916 beschreven door Stichel.